# 488
Évszázadok: 4. század – 5. század – 6. század
Évtizedek: 430-as évek – 440-es évek – 450-es évek – 460-as évek – 470-es évek – 480-as évek – 490-es évek – 500-as évek – 510-es évek – 520-as évek – 530-as évek
Évek: 483 – 484 – 485 – 486 –  487 – 488 – 489 – 490 – 491 – 492 – 493

## Események

### Európa
- Zénón bizánci császár kiegyezik Theodoric osztrogót királlyal és megbízza az Itáliát elvben a császár nevében, de a gyakorlatban teljesen önállóan kormányzó Odoacer uralmának megdöntésével. Az osztrogótok megkezdik átvonulásukat Itáliába.
- A noricumi rugiusok (akiket az előző évben Odoacer megtámadott) csatlakoznak az osztrogótokhoz. A provincia romanizált lakossága Onoulf herceg vezetésével Itáliába menekül. Ekkor kerülnek Noricumi Szt. Severinus ereklyéi Nápolyba.
- A császár csapatai négy éves ostrom után elfoglalják Papüriosz erődjét, ahol Leontiosz trónkövetelő és Illosz volt bizánci fővezér sáncolták el magukat kudarcba fúlt felkelésük után. Mindkettejüket kivégzik és fejüket elküldik a császárnak.
- A gepidák elfoglalják Singidunumot (ma Belgrád).
- Meghal Hengist, Kent szász királya. Utóda fia, Oisc.

### Perzsia
- Szuhra, a Szászánida Birodalom erős embere megbuktatja és megvakíttatja Balás királyt, és annak 15 éves unokaöccsét, Kavádot (I. Péroz fiát) juttatja a trónra.

## Halálozások
- Leontiosz, bizánci trónkövetelő
- Illosz, bizánci politikus és hadvezér
- Hengist, Kent királya

## Fordítás
- Ez a szócikk részben vagy egészben  a(z)   488 című angol Wikipédia-szócikk ezen változatának fordításán alapul.  Az eredeti cikk szerkesztőit annak laptörténete sorolja fel. Ez a jelzés csupán a megfogalmazás eredetét és a szerzői jogokat jelzi, nem szolgál a cikkben szereplő információk forrásmegjelöléseként.